# ミュリエル・ヴァンダービルト
ミュリエル・ヴァンダービルト（Muriel Vanderbilt、1900年11月23日 - 1972年2月3日）はアメリカ合衆国のソーシャライト、競馬用サラブレッド所有者およびブリーダー、裕福なヴァンダービルト家の一族。

## 経歴
ニューヨーク州ニューヨークでウィリアム・キッサム・ヴァンダービルト2世(1878年 – 1944年)とヴァージニア・グラハム・フェア(1875年 – 1935年)のもとに生まれ、父や祖父ウィリアム・キッサム・ヴァンダービルトのように馬を愛するようになった。母もサラブレッド競馬のファンで、1924年から1925年にかけて厩舎を創立し、サラゼンなど年度代表馬を次々に生み出した。幼少の頃両親は離婚し、ロングアイランドや母が生まれたアメリカ合衆国西海岸などで育った。
彼女は3回結婚。1925年、ボストンの保険会社重役フェデリック・キャメロン・チャーチ・ジュニアと結婚。1929年離婚し、1931年9月、ニューヨーク出身で高名なアスター家のヘンリー・デラフィールド・フェルプス(1902年 – 1976年)と再婚。カリフォルニア州カーメル・バイ・ザ・シー近くに厩舎を建てサラブレッドを養育した。1936年離婚し、1944年ジョン・ペイソン・アダムスと再々婚。1947年、彼と共にカリフォルニア州サンノゼ南部のイーデンヴェイル牧場を購入し、サラブレッドを養育し、自身の競馬場を作った。彼女の馬Micheは1952年サンタアニタハンデキャップで優勝するなどラモナハンデキャップを含む西海岸の主要な競馬に出場した。
後年、彼女はフロリダ州マリオン郡に80-エーカー (320,000 m2)の馬牧場を所有していた。1970年、フロリダ州オカラで馬の飼育をし、彼女が所有および飼育した馬でデザート・ヴィクセンが最も有名となり、1979年、アメリカ競馬名誉の殿堂博物館に殿堂入りした。この牧場は現在グレイストーン空港のゲーテッドコミュニティの外側のJumbolairの一部となっている。
1972年2月3日、ミュリエル・ヴァンダービルト・チャーチ・フェルプス・アダムス(Muriel Vanderbilt Church Phelps Adams)はフロリダ州で71歳で亡くなった。